# Нашатирний спирт
Нашати́рний спи́рт (також аміа́чна вода́) — водний розчин аміаку (гідроксиду амонію), зазвичай 10 %. Прозора рідина, ззовні схожа на воду. Застосовується в медицині.

## Етимологія
Прикметник «нашатирний» утворено від іменника «нашатир» (інша назва аміачної солі, хлориду амонію). Це слово запозичене через російське посередництво з тюркських мов (азерб. nişadyr, тур. nişadir, тат. нышадыр), у яких є похідним від арабського «нушадір» («аміачна сіль»).

## Дія та застосування
У медицині нашатирний спирт застосовується при запамороченнях (для збудження дихання), для стимуляції блювання, а також зовнішньо: при невралгіях, міозитах, укусах комах, для обробки рук хірурга.
За неправильного застосування може викликати опіки стравоходу та шлунку (у разі вживання нерозбавленого розчину), рефлекторну зупинку дихання (при вдиханні у високій концентрації).
Застосовують інгаляційно, місцево та внутрішньо:
інгаляційнодля збудження дихання та виведення хворого із запаморочливого стану до його носа обережно підносять невеличкий шматочок марлі чи вати змочений нашатирним спиртом (на 0,5—1 секунду);
місцевопри укусах комах — використовується у вигляді примочок (у розведеному вигляді — 1 частина спирту до 5 частин води); при невралгіях та міозитах — розтирання аміачним лініментом. У хірургічній практиці розводять у теплій кип'яченій воді та миють руки;
внутрішньовнутрішньо (лише в розведеному вигляді) вживається для індукції (спричинення) блювання.
Фізіологічна дія нашатирного спирту при вдиханні викликана різким запахом аміаку, який подразнює специфічні рецептори слизової оболонки носа та сприяє збудження дихального та судинорухового центрів мозку, викликаючи прискорене дихання та підвищення артеріального тиску.

## Хімічні властивості
Нашатирний спирт позначають формулою NH3·H2O або NH4ОН і називають гідроксидом амонію, або аміачною водою. Він належить до слабких і нестійких основ:
{\displaystyle \mathrm {NH_{3}{\cdot }H_{2}O\leftrightarrows NH_{4}^{+}+OH^{-}} }
{\displaystyle \mathrm {NH_{3}{\cdot }H_{2}O\longrightarrow NH_{3}\uparrow +H_{2}O} }
Оскільки є слабкою основою, при взаємодії нейтралізує кислоти.

## У літературі
У ретроромані «Автомобіль із Пекарської» Андрія Кокотюхи в главі «Клуб Доміно» згадується нашатир: «Десь є нашатир або нюхальна сіль, пані Ружено?…». Жінка непритомніла і герої намагалися привести її до тями.

## Цікавий факт
Нашатирний спирт іноді плутають з нашатирем (аміачною сіллю). Так, кажуть: «понюхати нашатиру», «запах нашатиру». Справжній нашатир зовсім не має запаху.